# 30 Hudson Street
30 Hudson Street (auch bekannt als Goldman Sachs Tower) ist ein Hochhaus in Jersey City. Es war bis 2018 das höchste Gebäude im US-Bundesstaat New Jersey.

## Geschichte

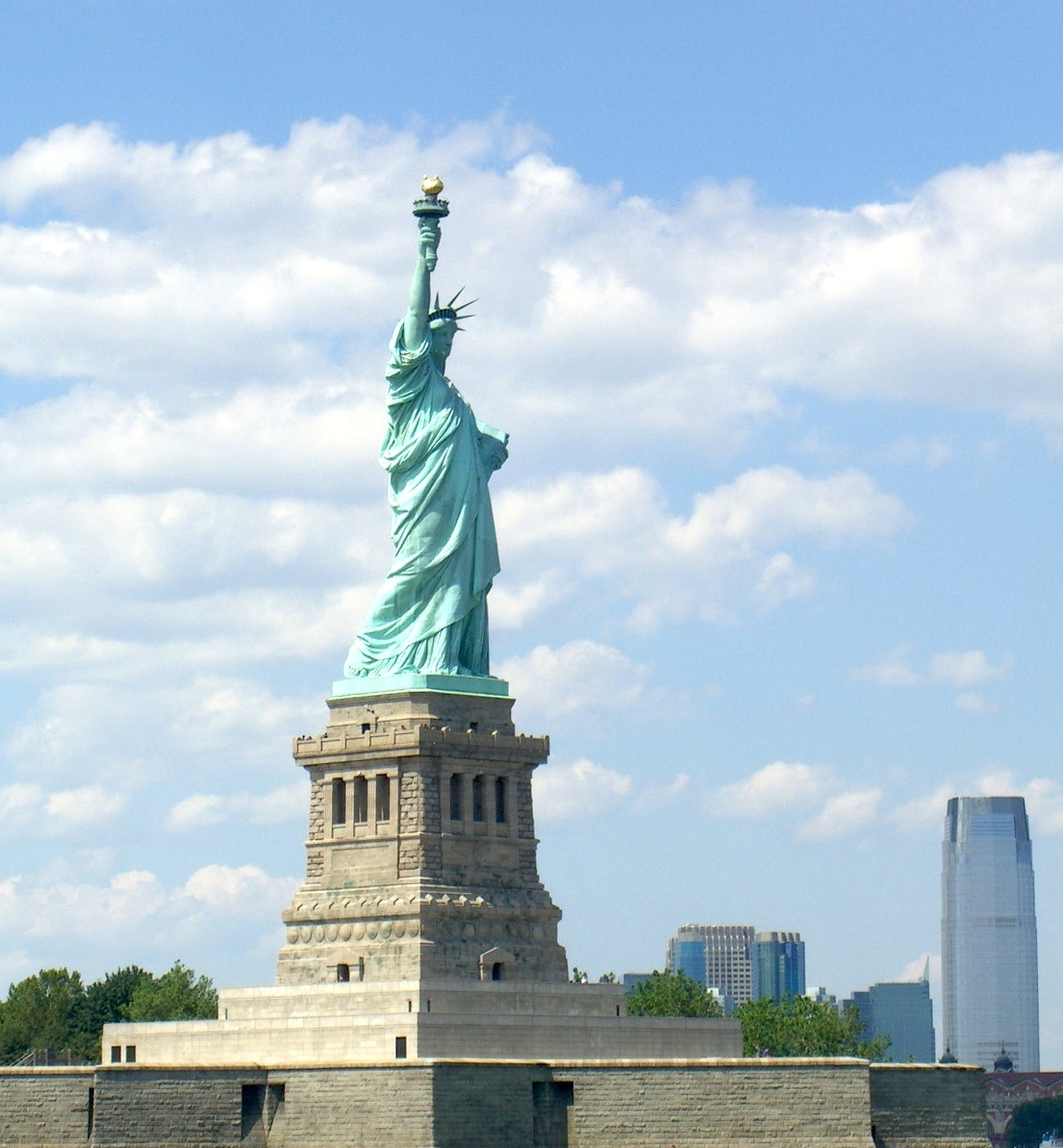
30 Hudson Street mit Freiheitsstatue im Vordergrund

Ursprünglich sollte das Hochhaus das Zentrum eines großen Gebäudekomplexes des Konzerns Goldman Sachs werden, der unter anderem eine Universität und ein Hotel beinhalten sollte. Viele der Aktienhändler des Unternehmens lehnten es aber ab, von der Wall Street wegzugehen, und so standen die obersten 13 Stöcke des Gebäudes bis 2008 leer. Seit 2010 befindet sich ein Gerüst um die unteren Etagen des Gebäudes, um Fußgänger zu schützen.

## Lage
Das Gebäude befindet sich direkt am Hudson River unweit eines Fährterminals mit Verbindungen nach Manhattan. Auf der anderen Uferseite befindet sich auf etwa gleicher Höhe das One World Trade Center.